# Flugplatz Anduki

i7
i11
i13
Das Anduki Airfield (ICAO-Code: WBAK) ist ein Flugplatz in Seria, einer Stadt im Belait-Distrikt von Brunei.
Der heute reine Heliport wird von Brunei Shell Petroleum (BSP) verwaltet, die ihre Sikorsky S-92-Hubschrauber als Transportmittel zu den Ölplattformen verwendet. BSP ersetzte die ehemalige Graslandebahn 2008 durch eine kurze Teerbahn für Schwerlast-Helikopter. Zu den Verbesserungen zählen auch die Landebahn- und Rollbahnbeleuchtung und ein Instrumenten-Anflugverfahren (NDB-Anflug). Der Flugplatz wurde 1951 eröffnet, als eine Supermarine Sea Otter von British Malaysian Petroleum (jetzt BSP) das erste Flugzeug war, das auf dem Anduki Airfield landete.